# Aire (rivier in Engeland)
De Aire is met een lengte van 259 km de vierde rivier van Groot-Brittannië. De Aire stroomt door het westen van Yorkshire, het industriële Airedale en de industriestad Leeds om bij Airmyn (myn is het oude Engelse woord voor riviermonding) in de Ouse uit te monden.
Bij Malham stroomt de Aire door de Gordale Scar, een nauwe kloof met diverse watervallen. Een deel van de Aire is gekanaliseerd en staat bekend onder de naam Aire and Calder Navigation.

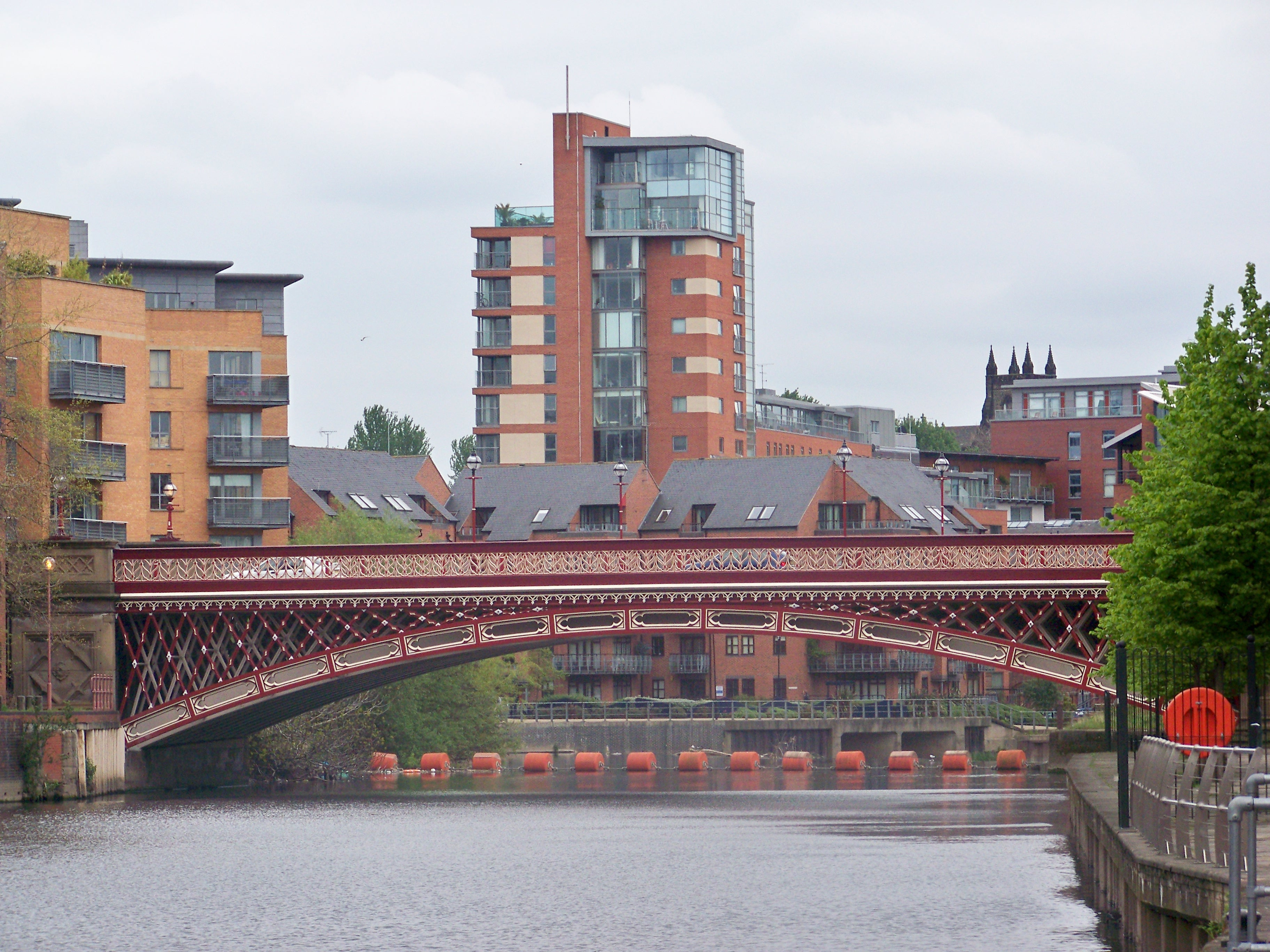
Aire, Leeds.